# Lake Catagunya
Lake Catagunya är en sjö i Australien. Den ligger i delstaten Tasmanien, i den sydöstra delen av landet, omkring 79 kilometer nordväst om delstatshuvudstaden Hobart.
I omgivningarna runt Lake Catagunya växer i huvudsak städsegrön lövskog. Trakten runt Lake Catagunya är nära nog obefolkad, med mindre än två invånare per kvadratkilometer. Genomsnittlig årsnederbörd är 1 078 millimeter. Den regnigaste månaden är september, med i genomsnitt 130 mm nederbörd, och den torraste är februari, med 46 mm nederbörd.